# Теофил Александрийски
Теофил Александрийски е патриарх на Александрия от 385 до 412 г., когато е наследен от своя племенник Кирил Александрийски.
През 391 г. той и негови привърженици оскверняват езически храм в Александрия, с което предизвикват сблъсъци между християни и езичници в града. Император Теодосий I му нарежда да опрости езичниците, но да разруши храма. Разрушаването на Серапеума се смята за важен момент в християнизацията на Египет.
Противник на хетеродоксията, патриарх Теофил се противопоставя на последователите на Ориген и на несторианите. През 403 г. е сред организаторите на неканоничния „Събор под дъба“, който отстранява константинополския патриарх св. Йоан Златоуст.

## Оцелели произведения
- Кореспонденция с Йероним, папа Анастасий I и папа Инокентий I
- Трактат срещу Йоан Златоуст
- Проповеди, преведени от Свети Йероним
- Други проповеди, оцелели само в коптски и етиопски преводи